# Velserspoorbrug
De Velserspoorbrug was een spoorbrug tussen Velsen-Zuid en Velsen-Noord over het Noordzeekanaal in de spoorweg tussen Haarlem en Uitgeest. Er zijn twee spoorbruggen geweest. 

## Geschiedenis

### Eerste brug
Van 1867-1872 was geen spoorbrug noodzakelijk omdat er toen nog gewoon land was. Tijdens de aanleg van het Noordzeekanaal bleef de trein over een tijdelijke dam rijden. In 1872 verscheen de Velservoetbrug en in 1876 de eerste spoorbrug met enkel spoor gebouwd voor een bedrag van 230.000 gulden. Dit was een lage brug met een doorvaartbreedte van 19,23 meter en een doorvaarthoogte van 4 meter. De beide lage bruggen waren een obstakel voor de scheepvaart en veroorzaakten kleine en grotere aanvaringen. Toen in 1894 een commissie zich over de verbreding van het kanaal boog bleek deze alleen rekening te houden met de scheepvaart en stelde voor om beide bruggen te vervangen door pontveren. De HIJSM maakte daar ernstig bezwaar tegen en in 1899 viel het besluit om toch een nieuwe bredere en hogere spoorbrug te bouwen. De naastgelegen Velservoetbrug zou echter wel worden vervangen door een pontveer.   

### Tweede brug

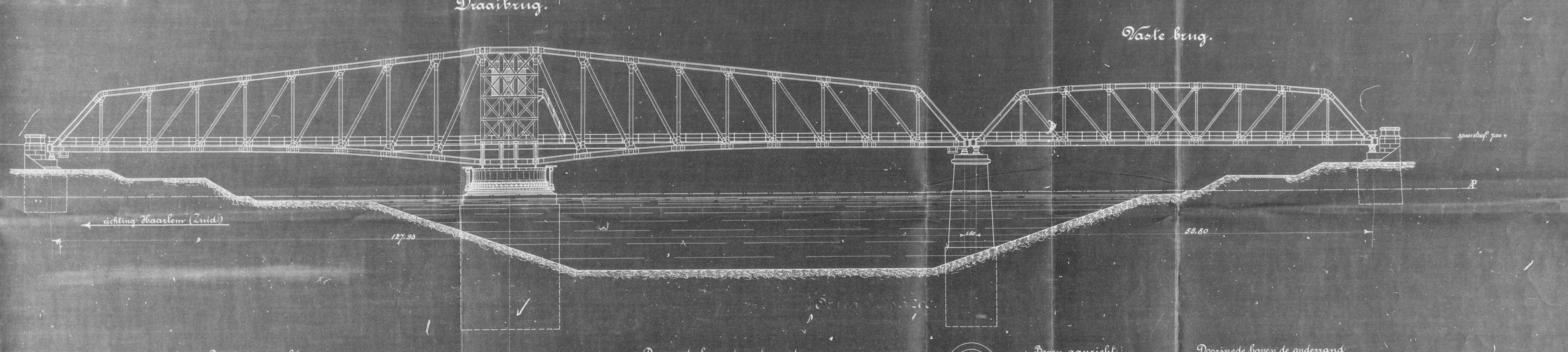
Ontwerptekening

In 1905 werd de brug vervangen door een hooggelegen draaibrug die 85 meter westelijker kwam te liggen en tot 1957 dienstdeed. De brug bestond uit een draaibaar gedeelte van 128 meter lang en een vast deel van 56 meter lang. Deze draaibrug was bij de opening de grootste van Europa en kostte 1.861.000 gulden. De spoorbrug had als onderdeel van de Stelling van Amsterdam in twee beveiligingspijlers de beschikking over een geschutkamer met een 7 cm-kanon.
De spoorbrug werd op 28 september 1957 buiten gebruik gesteld en vervangen door de Velsertunnel. Sindsdien gaan de treinen door de spoortunnel (met een lengte van 3.324 m en een maximale diepte van 23,2 meter -NAP) parallel aan de tunnel voor het wegverkeer (A22) en is het tracé meer naar het oosten verlegd. De Velserpont werd in 1963 ongeveer een kilometer naar het westen verplaatst naar het Pontplein.

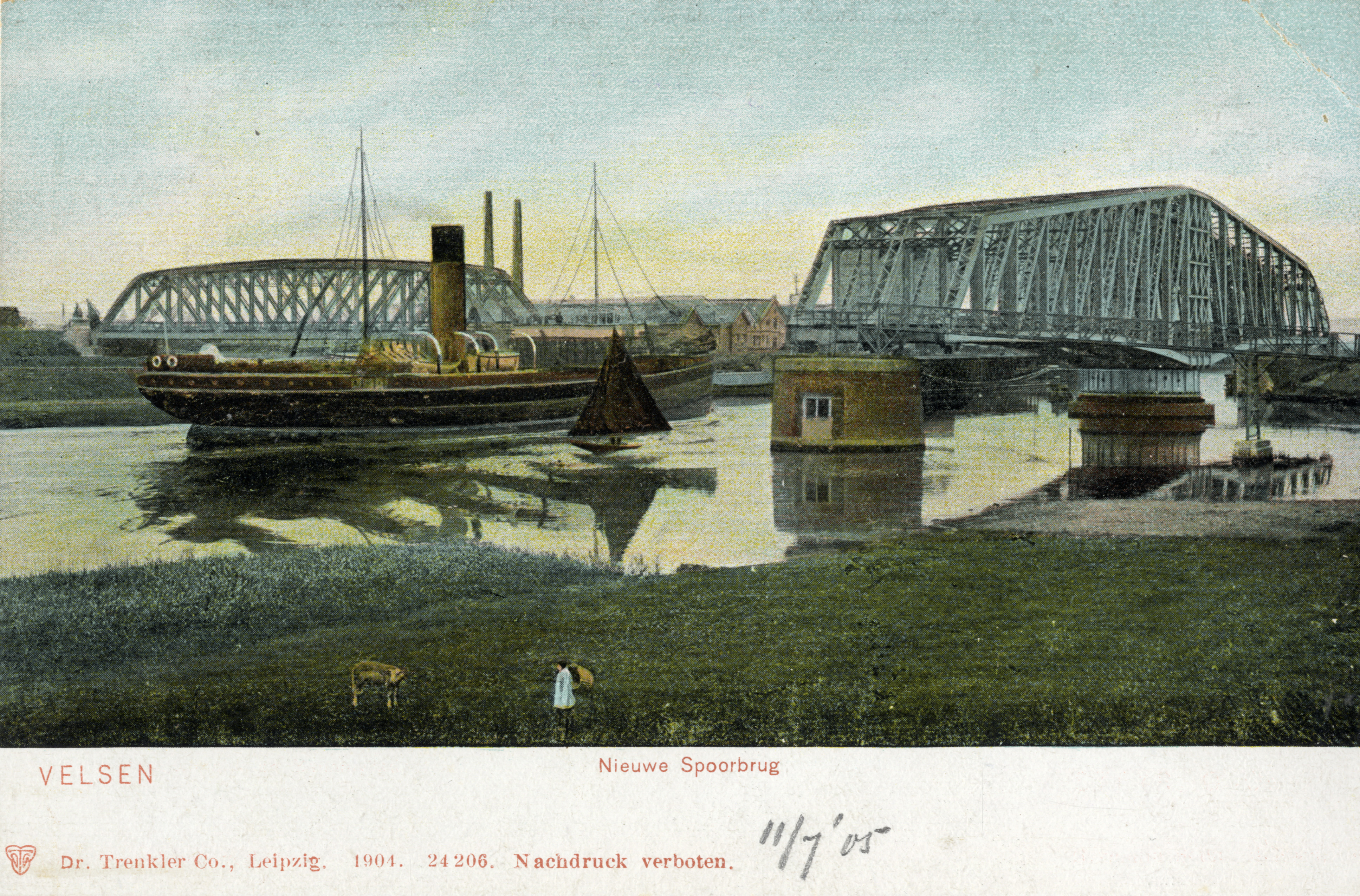
De nieuwe Velserspoorbrug in geopende toestand; circa 1905.
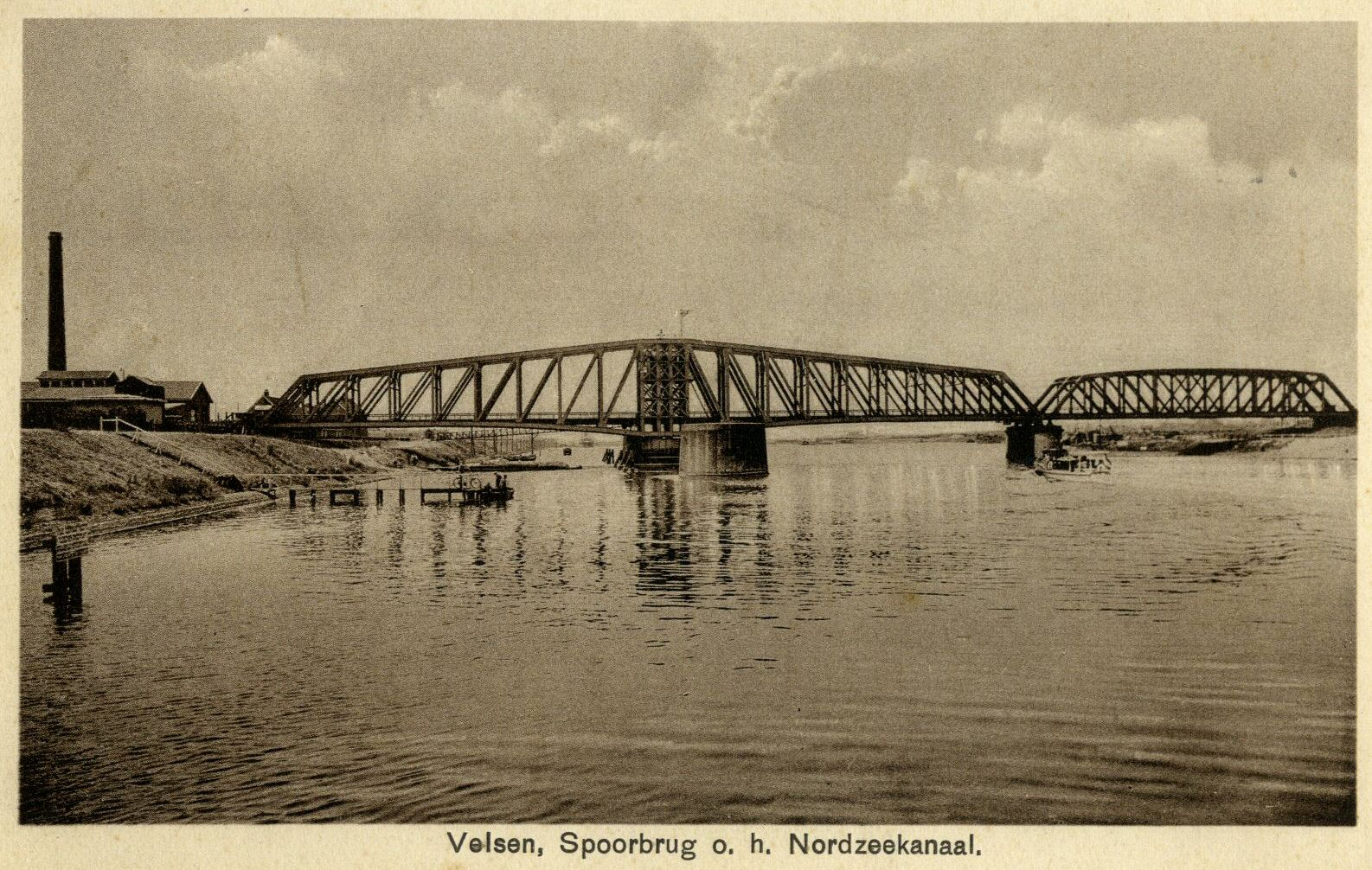
De Velserspoorbrug over het Noordzeekanaal; circa 1930.
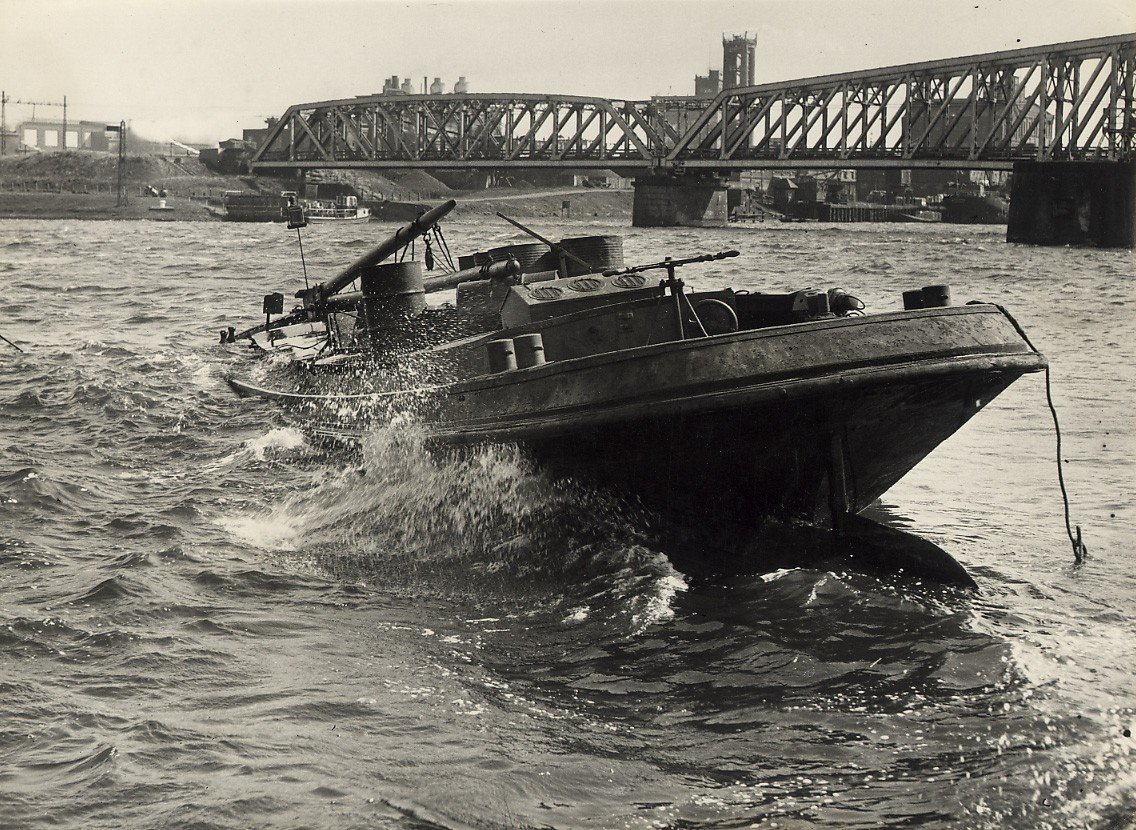
De tweede Velserspoorbrug; circa 1955. De loogtoren van de papierfabriek van Van Gelder is in 1960 opgeblazen.
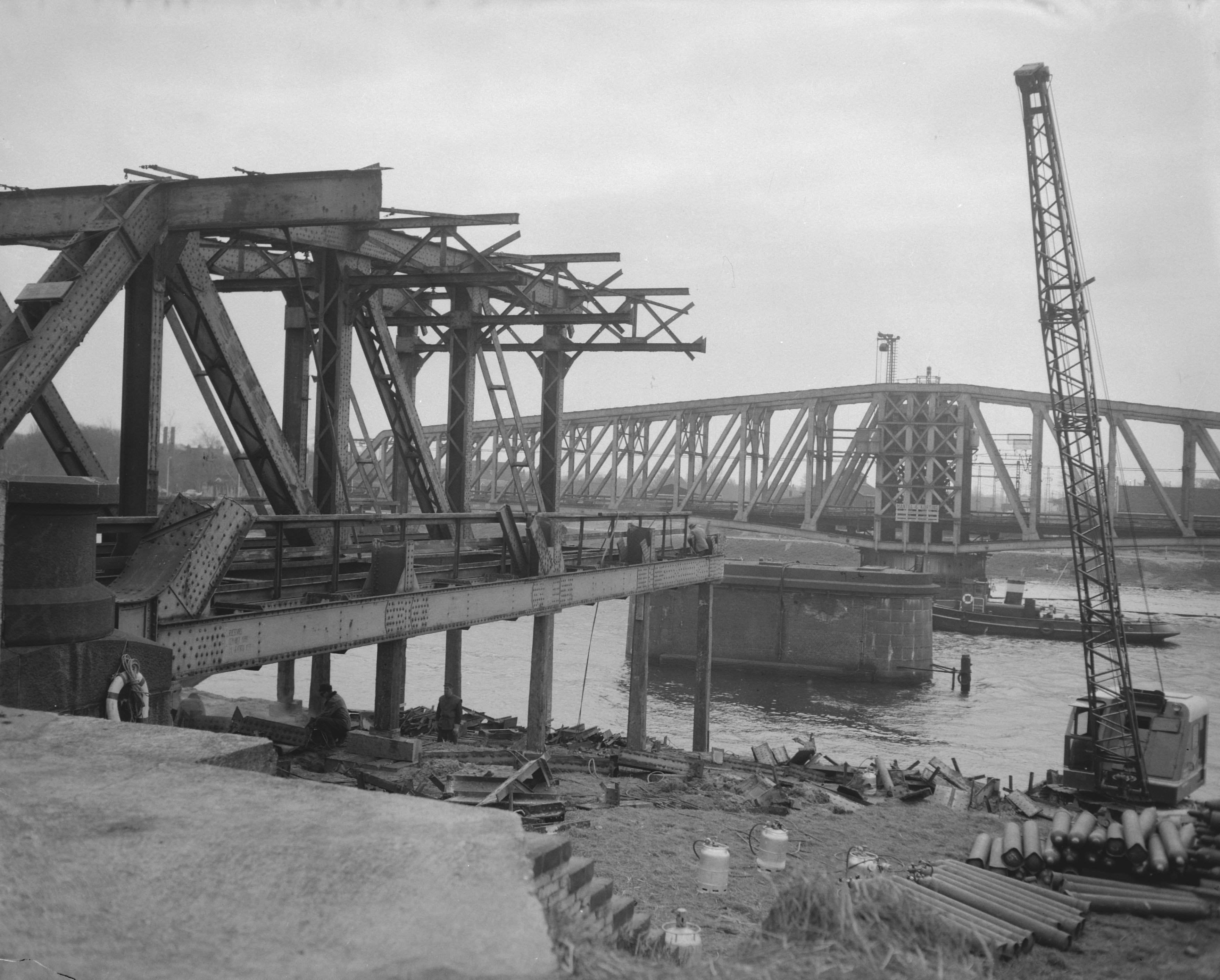
Sloop van de Velserspoorbrug; 1957.